# سمنة الأطفال في أستراليا

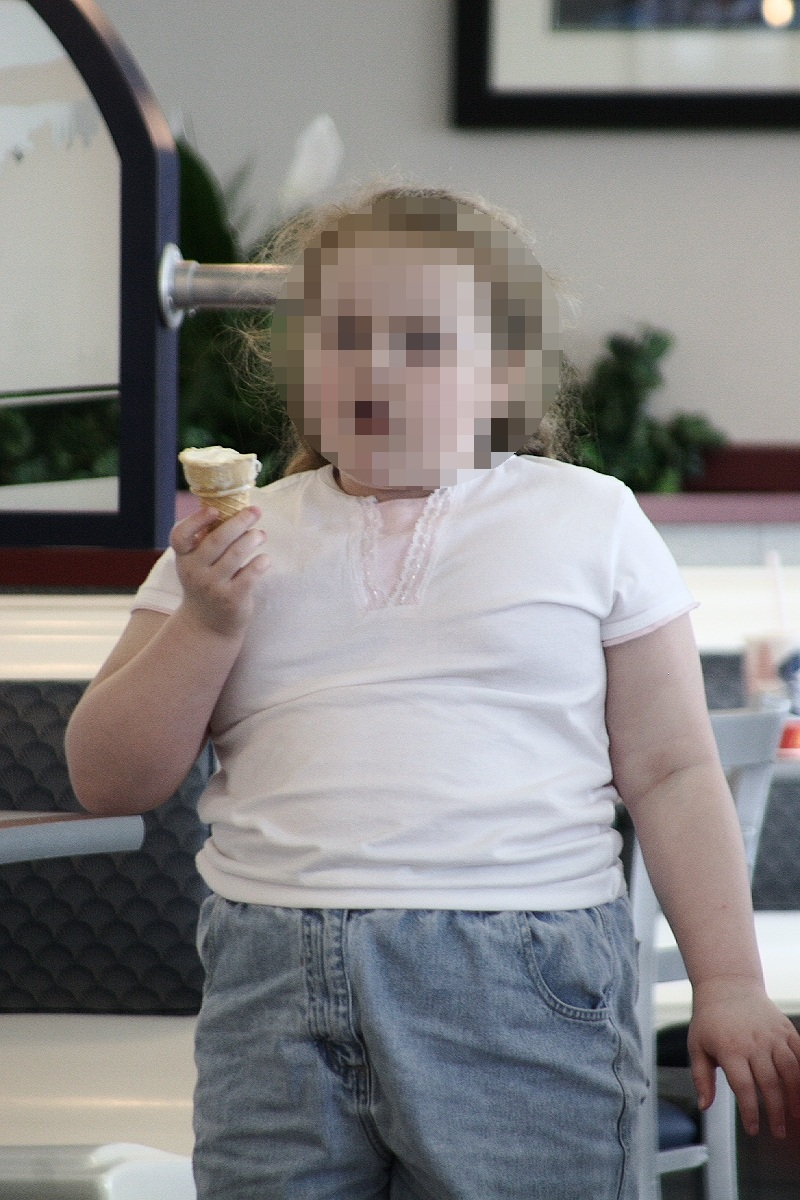

 سمنة الأطفال هي عبارة عن تراكمات دهنية بالدرجة الأولى، تحدث بسبب عدم توازن ما بين، السعرات الحرارية المستهلكة والسعرات الحرارية التي بقيت مخزنة بالجسم.
سمنة الأطفال هي السمنة المتزايدة على مستوى عالمي، بحيث أثبتت دراسة أستراليا، بأن من بين كل أربع أطفال، يصاب بمرض السمنة طفل واحد.ان الأستراليين الذين أعمارهم بين(4-17)سنة، يتم التركيز عليهم ؛حتى لا يصابون بهذا المرض، لأنه مجرد إصابة هذه الفئة بمرض السمنة، تسبب حالة من القلق والتوتر، وذلك لصعوبة التخلص منه.
آثار قصيرة المدى يتأثر بها الأطفال بسبب هذا المرض، بحيث يتأثرون نفسيا، فيصبح غير راضي عن نفسه(ضعف شخصية)، ويؤثر هذا المرض على الأعمال الحيوية والفيزيائية في الجسم، مثلا:كتوقف التنفس ليلا أثناء النوم، ويسبب أمراض قلبية وأمراض الأوعية الدموية.
جميع هذه التأثيرات سوف تجعل مخاطر مرض السمنة تتفاقم بشكل كبير على الأطفال، خصوصا إذا استمرت هذه المخاطر إلى مرحلة المراهقة، فيصبح المرض ذو مدى بعيد، يصعب علاجه والتخلص منه، ويؤثر على الحياة الشخصية للمصاب، التي تحولت إلى أمراض جدية تشمل حياته وواقعه.
لمواجهة هذا الوباء(مرض السمنة)بالنسبة للأطفال، لا بد من اتباع أساليب صارمة ورادعة مع الأطفال، حتى يتم حمايتهم من هذا المرض، ومن المقاييس المتبعة: أداء تمارين رياضية، واتباع حمية غذائية، وتقليل السلوكيات التي كان معتاد عليها المصاب، وأدت به للإصابة بهذا المرض.